# Cesarina Vighy
Cesarina Vighy  (* 31. Mai 1936 in Venedig; † 1. Mai 2010 in Rom, Italien) war eine italienische Wissenschaftlerin und Schriftstellerin.

## Leben
Vighy machte ihr Abitur an der venezianischen Schule Liceo Classico Marco Polo. Bereits als junge Frau wurde sie eine Berühmtheit am Theater der Universität Venedig, der Universität Ca' Foscari, mit dessen Ensemble sie an verschiedenen Tourneen durch Europa teilnahm. Später schrieb sie sich an der philosophischen Fakultät der Universität Padua ein, bevor sie an der Universität Rom zum Ende der 1950er Jahre ihre Doktorarbeit auf dem Gebiet lateinische Epigraphik mit dem Thema Die Bedingungen des Schauspielers in der römischen Zeit abschloss.
1982 ließ Vighy sich mit Ehemann Giancarlo und Tochter Alice in Rom im Viertel Trastevere nieder. Sie arbeitete zuerst im italienischen Kulturministerium (Ministero per i Beni Culturali). Sie wechselte zur Biblioteca di storia moderna e contemporanea, der Bibliothek für moderne und zeitgenössische Geschichte, mit Sitz im historischen Palazzo Mattei di Giove in Rom. Dort arbeitete sie bis zu ihrer Pensionierung.
Im Alter von 73 Jahren veröffentlichte Vighy, bereits unheilbar von der Krankheit Amyotrophe Lateralsklerose (ALS) betroffen, ihren Roman L’ultima estate (Mein letzter Sommer), der viele autobiografische Züge hat. 
Zwei Tage nachdem ihr zweites Buch erschien, das einen Abschied darstellt, in welchem auch E-Mails von Freunden und Familienangehörigen veröffentlicht wurden, verstarb Vighy in Rom.

## Preise
- 2009: Premio Campiello für das Erstlingswerk
- 2009: Premio Cesare de Lollis
- 2009: Nominierung unter den ersten Fünf für den Premio Strega

## Veröffentlichungen
- 2009: L’ultima estate, Fazi Editore, Rom 
  - deutsch: Mein letzter Sommer, Roman, aus dem Italienischen Maja Pflug, Verlag Hoffmann und Campe, Hamburg ISBN 978-3-455-40273-5[1]
- 2010: Scendo. Buon proseguimento, mit einer Einleitung von Vito Manusco; Fazi Editore, Rom